# Fatass
Fatass è un singolo del rapper italiano Rosa Chemical pubblicato il 20 settembre 2019.

## Tracce
Testi e musiche di Manuel Franco Rocati, Daniele Nelli.
1. Fatass – 2:32